# سولزر
سولزر یا زولزر (به آلمانی: Sulzer) یک شرکت صنعتی و مهندسی در سوئیس است که توسط سالومون زولزر برنت در سال ۱۷۷۵ بنانهاده شده و به عنوان برادران زولزر (Gebrüder Sulzer) در سال ۱۸۳۴ در ونترتور، سوئیس تأسیس شده‌است. امروزه این شرکت، یک شرکت سهامی‌عام با سهامداران بین‌المللی است. سهام این شرکت در بورس اوراق بهادار سوئیس عرضه می‌شود.  
این شرکت در حوزه طراحی و ساخت ماشین‌آلات صنایع نساجی، صنایع غذایی، صنایع شیمیایی و واحدهای فرایندی نامدار است.درایران بین سالهای ۱۳۷۲ تا ۱۳۸۷ ( ۲۰۰۸ -۱۹۹۳) ؛ یک مدل ماشین بافندگی شرکت سولزر با مدل G6100 درکارخانه غدیر یزد مونتاژ گردیده است.
بخش تولید موتورهای دیزل این شرکت که به‌ویژه در حوزه موتورهای دریایی و لکوموتیو شناخته‌شده بود، از سال ۱۹۹۷ به وارتسیلا واگذار گردیده‌است.